# Hungaroring (Computerspiel)
Hungaroring ist ein Computerspiel für den Videoton TV Computer (TVC) und die Commodore-264-Serie. Es erschien 1986 und wurde vom ungarischen Unternehmen Octasoft-Elektrocomp entwickelt. 1992 erschien es auch auf dem C64.

## Spielprinzip und Technik

Hungaroring mit der damaligen Streckenführung

Der Spieler schlüpft in die Rolle eines Rennfahrers und muss auf dem namensgebenden Hungaroring ein Rennen absolvieren. Ziel ist es, eine möglichst schnelle Rundenzeit zu fahren und das Rennen zu gewinnen. Dabei sollte man Kollisionen mit anderen Fahrzeugen vermeiden.
Das Spiel kann per Tastatur oder Joystick gesteuert werden.

## Produktionsnotizen
Die Musik des Spiels wurde nach einer Komposition von François Couperin erstellt.